# Dyomyx inferior
Dyomyx inferior là một loài bướm đêm trong họ Noctuidae.